# Enterokocker
Enterokocker är en grupp fakultativt anaeroba grampositiva bakterier, kocker, som växer i korta kedjor och finns i magtarmkanalen hos djur och människor. Fram till mitten av 1980-talet inkluderades de bland streptokockerna och kallades då ofta "fekala streptokocker", men molekylärbiologiska undersökningar visade så stora skillnader mellan grupperna att enterokockerna bröts ut och bildade ett eget släkte, Enterococcus.
Enterokockerna kan orsaka sjukdom så som urinvägsinfektioner, sårinfektioner och ibland även sepsis och endokardit. Den vanligaste sjukdomsalstrande enterokocken är Enterococcus faecalis; näst vanligast är E. faecium. Båda arterna och särskilt E. faecium är ofta resistenta mot många sorters antibiotika och alltid mot cefalosporiner. I Svensk intensivvård har Enterokocker uppmärksammats som den vanligaste bakterien under cefalosporin antibiotikabehandling , och den tros kunna skydda andra antibiotikakänsliga bakterier från antibiotika.

## Vankomycinresistenta enterokocker
Ett stort problem utgör enterokocker som utvecklat resistens mot vankomycin, ett antibiotikum som är ytterst viktigt för behandling av svårt sjuka patienter på bland annat intensivvårdsavdelningar. Denna typ av enterokocker kallas vankomycinresistenta enterokocker, eller kort VRE.

### Vankomycinresistenta enterokocker hos människor
VRE beskrevs första gången 1988 i Storbritannien och sedan dess har dessa bakterier spridit sig i mycket hög hastighet. Förekomsten av VRE varierar mellan olika länder och stater, där de nordiska länderna har förhållandevis låg förekomst.
En VRE-infektion skall sedan 1 januari 2000 enligt den Svenska smittskyddslagen anmälas till smittskyddsläkaren samt till Folkhälsomyndigheten. Fyndet av en infektion ska också föranleda så kallad smittspårning. Antalet anmälda fall har under åren varierat kraftigt från år till år i Sverige med 20 fall år 2000 till som högst 618 fall år 2008 och 444 år 2018. Möjligen kan det finnas ett cykliskt förlopp i epidemiologin med cirka 5 års intervall.

### Vankomycinresistenta enterokocker hos djur
VRE förekommer även hos framförallt livsmedelsproducerande djur i många länder. Detta på grund av att den vankomycinlika substansen avoparcin tidigare använts i tillväxtbefrämjande syfte samt på spridning av VRE mellan djurbesättningar. I Sverige upphörde användningen av avoparcin redan innan all användning av tillväxtbefrämjande antibiotika stoppades 1986. I övriga Europa har avoparcin inte använts sedan 1997. I det svenska resistensövervakningsprogrammet Svarm har VRE inte isolerats från grisar eller nötkreatur men däremot från slaktkycklingar.
I Svarm har under vissa år en särskilt känslig metod (selektiv odling) använts för att påvisa VRE. Med denna metod isolerades VRE i tarminnehåll från 1 procent av undersökta kycklingar år 2000. Därefter ökade andelen kycklingar koloniserade med VRE och som mest (år 2005) påvisades sådana bakterier hos 41 procent av de undersökta kycklingarna. Andelen har därefter minskat och vid den senaste undersökningen (2015) isolerades VRE från 11 procent av kycklingarna. Helt jämförbara siffror saknas från många länder men olika studier har visat att förekomsten i en del länder har varit mycket högre än i Sverige.